# Каррівілл (Міссурі)
Каррівілл (англ. Curryville) — місто (англ. city) в США, в окрузі Пайк штату Міссурі. Населення — 197 осіб (2020).

## Географія
Каррівілл розташований за координатами 39°20′45″ пн. ш. 91°20′29″ зх. д. / 39.34583° пн. ш. 91.34139° зх. д. (39.345743, -91.341513).  За даними Бюро перепису населення США в 2010 році місто мало площу 0,71 км², з яких 0,71 км² — суходіл та 0,00 км² — водойми.

## Демографія
Згідно з переписом 2010 року, у місті мешкало 225 осіб у 91 домогосподарстві у складі 53 родин. Густота населення становила 316 осіб/км².  Було 110 помешкань (155/км²).
Расовий склад населення:
| - 91,1 % — білих - 1,8 % — корінних американців - 1,8 % — чорних або афроамериканців - 0,4 % — азіатів |

До двох чи більше рас належало 4,9 %. Частка іспаномовних становила 1,8 % від усіх жителів.
За віковим діапазоном населення розподілялося таким чином: 24,0 % — особи молодші 18 років, 63,1 % — особи у віці 18—64 років, 12,9 % — особи у віці 65 років та старші. Медіана віку мешканця становила 42,3 року. На 100 осіб жіночої статі у місті припадало 100,9 чоловіків;  на 100 жінок у віці від 18 років та старших — 96,6 чоловіків також старших 18 років.
Середній дохід на одне домашнє господарство  становив 37 498 доларів США (медіана — 32 969), а середній дохід на одну сім'ю — 43 438 доларів (медіана — 34 250). За межею бідності перебувало 33,8 % осіб, у тому числі 31,4 % дітей у віці до 18 років та 27,0 % осіб у віці 65 років та старших.
Цивільне працевлаштоване населення становило 85 осіб. Основні галузі зайнятості: освіта, охорона здоров'я та соціальна допомога — 21,2 %, роздрібна торгівля — 14,1 %, будівництво — 14,1 %.